# 千鳥 (3Dグラフィックエンジン)
千鳥 （ちどり）は、株式会社プレミアムエージェンシーが開発した日本初の国産マルチプラットフォームエンジンである。
PlayStation 3・Xbox 360・PlayStation Vitaなどのゲームプラットフォームに対応している他、iOSやAndroidなどのモバイル機にも対応。アプリケーション開発で利用する基本機能が全て揃っており、素早い開発を可能にする。また、Android版、Windows版に関しては無償で提供されている。

## 特徴
あらかじめ、3Dシェーディング、ポストエフェクト技術で演出を革新的に行うライブラリが用意されており、より繊細に、よりダイナミックに、作品演出を行う事が出来る。
アプリケーション開発で利用する基本機能が全て揃っており、素早い開発を可能にする。

## 使用して作られたゲーム
| タイトル                              | 発売元                                 |
| ------------------------------------- | -------------------------------------- |
| orgarhythm                            | アクワイア                             |
| エージェント7                         | プレミアムエージェンシー               |
| Let's Try Bass Fishing FISH ON NEXT   | 角川ゲームス                           |
| NANO DIVER                            | タカラトミー                           |
| NARUTO -ナルト- 疾風伝 キズナドライブ | バンダイナムコゲームス                 |
| DEAD OR ALIVE Paradise                | コーエーテクモゲームス                 |
| Bakugan Battle Brawlers               | Activision                             |
| ミマナ イアルクロニクル               | ガンホー・ワークス                     |
| Zill O'll〜inifinite plus〜           | コーエー                               |
| dress                                 | ソニー・コンピュータエンタテインメント |
| 四季庭                                | ソニー・コンピュータエンタテインメント |

## ゲーム以外での使用
ゲーム業界以外にも放送業界や広告業界などの様々なAR、VR案件で採用されている。

### 展示・イベント
- 森美術館 VR
- 次世代バーチャルスペース研究プロジェクト原宿・表参道2011[1]

プレーヤーはアバターを操作して、現実の原宿・表参道エリアを忠実に再現した3D仮想空間を歩くことができ、別のプレーヤーとチャットしたり、ラフォーレ原宿内の実在する店舗に入ることもできた。
- 入学式に行こうよ！[2]

秋葉原ディアステージでCGのVOCALOID 3 兎眠りおんがARで接客するというインタラクティブイベント。
- VOCALOID3 ユニカビジョンでARやってみた[3]

日本初の「屋外ビジョン＋AR」イベント。ビジョン画面に映し出される現実空間（ライブ映像）にVOCALOIDのキャラクターが突然現れたイベント
- VOCALOID3 ライブイベント『ボカファーレ!！ 〜第0幕〜』[4]

六本木のニコファーレにて行われた最新のAR(拡張現実)技術を駆使したボーカロイドライブイベント。ステージには最新のVOCALOID3を用いた新ボーカロイドたちが登場した。
- Dance Project vol.2 〜VOCALOID3 × Live AR
- ニコファーレ 完成披露記者発表会

### テレビ番組
- インタラクティブクイズ！モンスターバウト[5]

2012年2月3日にフジテレビで放送された生放送クイズ番組。出演者とCGで表現されたモンスターのクイズバトルがリアルタイムで放送された。
- NHK音楽番組「SONGS」
- WOWOW 大開局祭